# Sherlock Holmes e la corona d'Inghilterra
Sherlock Holmes e la corona d'Inghilterra (Sherlock Holmes), noto anche semplicemente come Sherlock Holmes, è un film direct-to-video del 2010 diretto da Rachel Lee Goldenberg.

## Trama
Londra 1940, un vecchio e ormai moribondo John Watson racconta alla domestica un particolare caso che da giovane ha vissuto insieme a Sherlock Holmes ma che non avevano raccontato a nessuno prima di allora, così chiede alla domestica di mettere per iscritto il suo racconto.
Nel 1882 Holmes e Watson vengono chiamati dall'Ispettore Lestrade per investigare sul catastrofico incidente di una nave, che secondo il capitano è stata affondata da una gigantesca creatura mostruosa simile ad una piovra. Holmes e Watson, dopo alcune ispezioni, si scontrano con un tirannosauro ad altezza d'uomo in un bordello dove il mostro aveva precedentemente sbranato un ragazzo.
Scampati al dinosauro, Holmes, curato da Watson, grazie ad un pezzo di gomma caduto dal tirannosauro, ritrovato sul terreno, intuisce che si tratta in realtà di un robot; ma raggiunta la fabbrica in cui era stato costruito, essa viene fatta saltare in aria, e si perdono le tracce dell'ispettore Lestrade che vi si trovava all'interno.
Sherlock Holmes, grazie a un altro indizio, riesce a risalire al castello in cui vi è il responsabile di questi incidenti. Arrivati sul posto, si scopre che dietro tutto c'è Thorpe Holmes (Jack il saltatore), fratello di Sherlock, e la sua assistente "non umana" Anesidora Ivory.
Thorpe, rimasto da sei anni paralitico a causa di un proiettile vagante che lo colpì alla schiena, sta costruendo un'armatura meccanica in grado di muoversi liberamente, usando i suoi mostri per rubare le componenti necessarie; ha inoltre creato un drago meccanico gigantesco con cui intende distruggere Londra per vendetta, e incolpare Lestrade, in quanto lo ritiene il responsabile della sua disabilità.
Ivory, durante una colluttazione, uccide apparentemente Sherlock Holmes, mentre Watson viene invece narcotizzato e legato. Sherlock, in realtà si salva grazie alla custodia del suo tabacco, che aveva fatto da scudo, libera Watson, e prende una mongolfiera per fermare Thorpe, mentre manda il suo fedele assistente a fermare la donna.
Ivory raggiunge il palazzo reale per uccidere la regina d'Inghilterra, ma dopo alcune peripezie viene fermata da Watson che riesce a neutralizzarla. Sherlock riesce infine a distruggere il drago meccanico, per poi dargli il colpo di grazia, rivelando inoltre che il proiettile che ha causato la disabilità di Thorpe non apparteneva al povero Lestrade, che invece aveva ancora i sensi di colpa.
La storia torna sul vecchio Watson, che però una volta terminato di raccontare la storia muore, senza rispondere alla domanda della domestica, che gli chiedeva se quel racconto fosse effettivamente vero. Si vede poi la donna nel cimitero, mentre ripone i fiori sulla sua tomba, e poco più avanti l'assistente di Thorpe, Ivory, che anch'ella mette i fiori attorno alla lapide del suo padrone.

## Produzione
B movie prodotto da The Asylum, società specializzata nelle produzioni di film a basso costo per il circuito direct-to-video, è un mockbuster del film Sherlock Holmes.

## Distribuzione
Negli Stati Uniti è stato pubblicato direct-to-video il 26 gennaio 2010. In seguito è stato trasmesso da Syfy nel Regno Unito, e disponibile anche su iTunes, mentre in Italia è stato distribuito in DVD da Minerva Pictures nel 2011.